# Myron van Brederode
Myron van Brederode (Hoofddorp, 6 de julio de 2003) es un futbolista neerlandés que juega como delantero en el Fortuna Düsseldorf de la 2. Bundesliga.

## Trayectoria
Fue canterano del SV Overbos y el Amsterdamsche FC, antes de mudarse a la academia juvenil de AZ Alkmaar en 2016. Firmó un contrato con AZ en 2020 y comenzó su carrera profesional con el Jong AZ poco después. Firmó contrato profesional el 7 de abril de 2022 y comenzó a entrenar con el primer equipo. Hizo su debut profesional con el AZ en la victoria por 3-1 de la Eredivisie sobre el RKC Waalwijk el 15 de mayo de 2022, entrando como suplente tardío en el minuto 80.

## Selección nacional
Es un internacional juvenil de los Países Bajos, habiendo representado a los Países Bajos sub-16 y sub-19.

## Estadísticas

### Clubes
Actualizado al último partido disputado el 25 de febrero de 2024.
| Club                      | Div.          | Temporada     | Liga  | Liga  | Liga   | Copas nacionales | Copas nacionales | Copas nacionales | Copas internacionales | Copas internacionales | Copas internacionales | Total | Total | Total  |
| Club                      | Div.          | Temporada     | Part. | Goles | Asist. | Part.            | Goles            | Asist.           | Part.                 | Goles                 | Asist.                | Part. | Goles | Asist. |
| ------------------------- | ------------- | ------------- | ----- | ----- | ------ | ---------------- | ---------------- | ---------------- | --------------------- | --------------------- | --------------------- | ----- | ----- | ------ |
| Jong AZ · Países Bajos    | 2.ª           | 2020-21       | 1     | 0     | 0      | —                | —                | —                | —                     | —                     | —                     | 1     | 0     | 0      |
| Jong AZ · Países Bajos    | 2.ª           | 2021-22       | 11    | 1     | 0      | —                | —                | —                | —                     | —                     | —                     | 11    | 1     | 0      |
| Jong AZ · Países Bajos    | 2.ª           | 2022-23       | 6     | 0     | 1      | —                | —                | —                | —                     | —                     | —                     | 6     | 0     | 1      |
| Jong AZ · Países Bajos    | Total club    | Total club    | 18    | 1     | 1      | 0                | 0                | 0                | 0                     | 0                     | 0                     | 18    | 1     | 1      |
| AZ Alkmaar · Países Bajos | 1.ª           | 2021-22       | 1     | 0     | 0      | 0                | 0                | 0                | 0                     | 0                     | 0                     | 1     | 0     | 0      |
| AZ Alkmaar · Países Bajos | 1.ª           | 2022-23       | 25    | 4     | 1      | 1                | 0                | 0                | 17                    | 1                     | 0                     | 43    | 5     | 1      |
| AZ Alkmaar · Países Bajos | 1.ª           | 2023-24       | 20    | 1     | 1      | 3                | 1                | 0                | 5                     | 1                     | 0                     | 28    | 3     | 1      |
| AZ Alkmaar · Países Bajos | Total club    | Total club    | 46    | 5     | 2      | 4                | 1                | 0                | 22                    | 2                     | 0                     | 72    | 8     | 2      |
| Total carrera             | Total carrera | Total carrera | 64    | 6     | 3      | 4                | 1                | 0                | 22                    | 2                     | 0                     | 90    | 9     | 3      |